# Moritzplatz (métro de Berlin)
Moritzplatz est une station du métro de Berlin à Berlin-Kreuzberg, desservie par la ligne U8. Elle se trouve sous la place éponyme, au carrefour de l'Oranienstraße et de l'Heirich-Heine-Straße. L'installation d'un ascenseur est prévue pour 2016.